# 300082 Moyocoanno
300082 Moyocoanno este o planetă minoră (asteroid) din centura de asteroizi. A fost descoperită pe 25 octombrie 2006 la Kumakogen⁠(d) de Yasuhide Fujita⁠(d) și a fost numită după Moyoco Anno⁠(d). 
Obiectul prezintă o orbită caracterizată de o semiaxă mare de 3,1182388133931 UAi, o excentricitate de 0,07, o înclinație de 9,8 ° în raport cu ecliptica.